# Miss Italia (album)
Miss Italia è il 13º album in studio di Patty Pravo, pubblicato dalla casa discografica RCA Italiana nel 1978.

## Descrizione
Dopo la breve esperienza all'interno della Dischi Ricordi, la Pravo torna per la terza volta a far parte della RCA Italiana.
Richiama, per il nuovo disco, molte persone con cui aveva lavorato in precedenza fra cui, Mango che scrive per lei Sentirti, secondo singolo dopo Pensiero Stupendo, e di cui esiste anche il relativo video. Il brano fu inciso due anni più tardi anche dall'autore stesso e inserito nell'album Arlecchino. Maurizio Monti autore del grandissimo successo Pazza idea.
L'album permetterà alla Pravo di scalare nuovamente le classifiche, grazie anche alla hit Pensiero stupendo; infatti si qualificherà 8° nei primi mesi dell'anno 1978, e risulterà il 41° più venduto dello stesso anno.
Dell'album fanno parte alcune cover.
- Bello mio, pubblicata in versione maschile, dall'autore Maurizio Monti, nel 1973;
- Notti bianche (Wow wow come soffro), versione italiana del brano It's a Heartache di Bonnie Tyler, pubblicata nel 1977 nel suo album di debutto;
- Marva, di Marva Jan Marrow, originariamente intitolata Sometimes Man (letteralmente "uomo di qualche volta"), ma mai pubblicata essendo rimasto inedito l'intero l'LP della Marrow;
- Bello, versione italiana, molto alterata, del brano Love (goes to) building on fire dei Talking Heads del 1977;
- Dai sali su, ovvero Come Sail Away degli Styx.[5]

Il brano Miss Italia (cover del brano Miss America degli Styx, contenuta nell'LP The Grand Illusion, così come Come Sail Away), che doveva essere incluso nell'omonimo album, fu censurato perché ritenuto non adatto. A pochi giorni dalla stampa dell'LP, i responsabili dell'RCA ritennero doveroso escludere il pezzo, poiché si stava vivendo un periodo controverso a causa dell'assassinio di Aldo Moro; e il brano poteva sembrare una ironica presa di posizione contro la Democrazia Cristiana  ("L'innocenza è agli arresti ormai e la bellezza sta scioperando sai, piove pazzìa..." Queste le parole determinarono la censura del brano).
La Pravo, anni dopo, affermò:
Il titolo dell'album restò comunque Miss Italia e il brano venne portato in tour dalla cantante insieme a Vola, altra traccia esclusa dall'album. Quest'ultima non rappresenta un vero e proprio inedito in quanto fu realizzato anche il relativo video musicale, trasemsso durante il 1978 all'interno del programma Stryx. lo stesso anno Ivano Fossati, affidò il brano anche a Mia Martini che lo pubblicò come singolo. All'inizio degli anni '90 i due brani vennero scelti da Patty Pravo per essere inseriti nella raccolta Inediti '72-'78 edita da Raro!.
Buona parte del disco fu prodotta da Giacomo Tosti (Johnny, Bello mio, Marva, Dai sali su).

## Tracce
Lato A
1. Johnny - 3:37 (Maurizio Monti)
2. Sentirti - 4:38 (Armando Mango / Giuseppe Mango, Silvano D'Auria)
3. Bello mio - 4:28 (Maurizio Monti)
4. Notti bianche - 4:35 (Franco Migliacci - Ronnie Scott - Steve Wolf)

Lato B
1. Marva - 5:15 (Marva Jan Marrow - Ivan Graziani)
2. Bello - 3:32 (Maurizio Monti - David Byrne)
3. Dai sali su - 6:05 (Bruno Marzi - Nicoletta Strambelli - Paul Jeffery - Dennis DeYoung)
4. Pensiero stupendo - 4:15 (testo: Ivano Fossati, musica: Oscar Prudente)

## Formazione
- Patty Pravo – voce, tastiera
- Dino Kappa – basso
- Gianni Dall'Aglio – batteria, tastiera
- Bob Callero – basso
- Walter Martino – batteria
- Aldo Tamborelli – chitarra
- Dino D'Autorio – basso
- Flaviano Cuffari – batteria
- Paul Jeffery – chitarra, tastiera
- Nicola Distaso – chitarra, tastiera
- Luciano Ciccaglioni – dobro
- Stefano Sabatini – tastiera
- Mauro Balestra – pedal steel guitar
- Claudio Maioli – tastiera
- Karl Potter – percussioni

## Tecnici
- Antonio Rampotti, Franco Finotti, Stefano Taccaliti - fonici
- Tony Platt - re-cording, fonico
- Sandro Secondino - recordista